# Chinú
Chinú – miasto w Kolumbii, w departamencie Córdoba.